# Tierra Santa (banda)
Tierra Santa es un grupo musical español de metal originario de La Rioja, España.

## Formación
La banda surge en 1991, por aquel entonces llamados Privacy, nombre bajo el que grabaron una maqueta en 1993 y otra en 1995 que nunca vio la luz comercial. A principios de 1996 Chuchy el batería cofundador deja la banda. Fue en 1997 cuando el grupo formado por Ángel, Arturo, Roberto, Iñaki y Tomy pasó a llamarse Tierra Santa.

## Comienzos
En 1997 se auto producen su primer disco, llamado Medieval y gracias a esto se dan a conocer y giran junto a Avalanch, Mägo de Oz y acompañan a DIO en su gira por España, además firman con el sello discográfico Locomotive Music, con el que sacan su segundo disco, Legendario, aquí se aprecia un factor muy importante para Tierra Santa como es el sentido épico e histórico de sus canciones, letras que nos hablan de El Cid o de la Conquista de Granada, musicalmente es un heavy metal clásico con muchas influencias de power metal.
Ya con este disco hacen su primera gran gira por el territorio nacional y actuando en los mejores festivales del país. Locomotive Music, viendo el éxito del grupo y su creciente popularidad, remasteriza su primer disco y distribuye los dos por todo el mundo.

### Creciendo
Su tercer disco, llamado Tierras de leyenda dejará canciones míticas para el heavy metal en castellano además de uno de sus temas bandera La canción del pirata, basado en el poema de José de Espronceda Canción del pirata. Desde entonces se convertirá en obligada para todos los seguidores del género y una fija en todos sus conciertos. 
Se vuelve a repetir la fórmula de recurrir a la historia para la temática, y a la mitología como en canciones como El caballo de Troya. Pero el salto definitivo al trono del Heavy metal en castellano es con su cuarto álbum, Sangre de reyes, con el que el grupo se situará como banda referencia, canciones como la que da nombre al disco o La sombra de la bestia tendrán muchísima aceptación entre el mundo roquero y metalero, canciones con riffs potentes, ritmos rápidos, estribillos pegadizos y solos de guitarra hacen de este disco el gran salto de calidad del grupo.
En 2003 sacan su quinto disco Indomable, un disco más personal, con canciones más variadas pero sin perder la esencia que hasta entonces había caracterizado al grupo. Este disco continuó el gran éxito de la banda y junto al doble CD llamado Las mil y una noches y grabado en directo en el festival Lorca Rock, que demostró su gran calidad en concierto, emprendieron giras por Europa e Hispanoamérica, donde tuvieron más éxito del que ellos mismos esperaban.

## Consolidación
En septiembre de 2004 la banda saca su sexto álbum, Apocalipsis; aquí se nota un cierto cambio, el sonido ha pasado de las influencias del power metal a la gran cercanía del hard rock, se acentúa la presencia de los teclados.
Las letras han pasado de basarse en temática medieval a tratar temas como la naturaleza y la libertad con grandes canciones como Rumbo a las estrellas. Aun así el primer sencillo del álbum, Nerón, tiene un claro tema histórico. El álbum fue un gran éxito de ventas y de crítica.
Ya en 2006 el grupo lanza el séptimo álbum de su carrera Mejor morir en pie, su álbum más roquero y melódico; en general las canciones tratan de la amistad, libertad y autosuperación. Ha tenido gran aceptación, colándose en el top 3 de la lista AFYVE, aunque algunos de los fanes más acérrimos del grupo han echado en falta un sonido más característico de los anteriores discos. El videoclip "Hoy vivo por ti" consolidó aún más el sencillo que gustó no solo a seguidores del rock sino a todo tipo de público.
Poco después Iñaki el batería fue expulsado de la banda por motivos desconocidos, ya que la banda no emitió comunicado en su página web y solo se sabe que fue sustituido por David, así lo pone en los agradecimientos de su siguiente recopilatorio. Actualmente, Iñaki se encuentra en la banda Zenobia. En 2007 y celebrando los 10 años de la formación de la banda, sacaron un doble recopilatorio, con tres temas nuevos que produjeron las delicias de sus fanes, a esto siguió una gran gira por América.

## Pausa (2008-2010)
El 7 de febrero de 2008 aparece un comunicado en su página web oficial anunciando: "Es nuestra decisión el aplazar toda actividad musical y artística que hemos venido desarrollando durante estos últimos diez años". La banda entonces se consideró disuelta debido al largo tiempo de inactividad; y poco después fue bloqueada y finalmente desaparecida su página web.

## Regreso (2010)
El 19 de diciembre de 2009, Óscar Sancho, cantante de Lujuria, informó en el concierto realizado en Segovia, aprovechando la presencia invitada de Ángel San Juan para colaborar en el tema Joda a Quien Joda, del regreso de Tierra Santa para el año 2010. En mayo de 2010 la discográfica Maldito Records lanza un comunicado oficial, en el que se anuncia su fichaje por la banda e informan sobre su nuevo disco y el regreso a la música y a los escenarios, de Tierra Santa:
Desde Maldito Records es un orgullo comunicaros el nuevo fichaje de uno de los más grandes grupos de rock del Estado, los riojanos Tierra Santa.
Entrarán a grabar su nuevo disco en el mes de agosto de 2010 en los prestigiosos estudios Sonido XXI bajo la producción una vez más de Javier San Martín. En noviembre sacan su octavo disco Caminos de fuego en este narra pasajes históricos y épicos de la Biblia, con este disco regresan a su estilo épico más cercano a sus inicios marcado por melodías de power metal, heavy metal y coros propios del grupo.
"Maldito Records" hace público en su página oficial de YouTube el videoclip "La leyenda del Holandés Errante"

## Medieval & Legendario (Remasterizados) (2012)
En el 2012 publican un recopilatorio y remasterización de los discos Medieval y Legendario. En esta reedición el grupo entró al estudio de grabación, Sonido XXI de Esparza de Galar (Navarra) a revisar los antiguos másteres con nuevas tomas de teclados, coros y matices sonoros, dando lugar a que estos temas suenen mejor.

## Mi nombre será leyenda (2013)
En 2013 se publica Mi nombre será leyenda noveno disco del grupo. De este disco se extrajo el sencillo "Héroe". Es un álbum cargado de matices, del que destacan temas como "El cielo puede esperar" o "Mi nombre será leyenda"; por otro lado, canciones como "Perdido en el paraíso" y "El último" son temas que recuerdan viejos tiempos de la banda con un estilo actual, además, el tema "Genghis Khan" hace referencia a temas míticos e históricos.

## Esencia (Recopilatorio) (2014)
En marzo de 2014, se lanza el álbum Esencia, el cual es un recopilatorio que recorre los mejores temas de su discografía, contiene dos discos, en uno todas sus canciones están en formato eléctrico y en el otro están en formato acústico. Gran parte de los solos contenidos en el álbum han sido compuestos e interpretados por Eduardo Zamora (nuevo guitarrista del grupo, debido a la salida de la banda de Arturo Morras).
En una entrevista Ángel San Juan, comenta sobre este disco acerca de cómo han consolidado su estilo y cómo lo han plasmado en temas clásicos de la banda, dándoles un nuevo toque personal. 

## Quinto Elemento (2017)
El 26 de septiembre de 2017, Tierra Santa publica el videoclip de su canción "Caín", que es el sencillo de lanzamiento de su nuevo disco: Quinto Elemento, décimo álbum del grupo que salió a la venta el 6 de octubre de 2017. Durante el año, Eduardo Zamora (guitarrista) es reemplazado por Dan Diez, quien fuera productor de Zenobia.
En 2020, componen el nuevo himno oficial de la U. D. Logroñés.

## Destino (2022)
El 10 de junio de 2022 se publica el undécimo disco de Tierra Santa, llamado Destino. Fue grabado en el estudio Sonido XXI de Pamplona desde octubre de 2021 hasta abril de 2022; el sencillo fue la canción Pecado de un Ángel.

## Miembros

### Miembros actuales
- Ángel San Juan: Voz y guitarra
- Roberto Gonzalo: Bajo y coros
- Juanan San Martín: Teclados
- Dan Diez: Guitarra
- Alain Diez: Batería

### Antiguos miembros
- Tomy: Teclados
- Eduardo Zamora: Guitarra
- Arturo Morras: Guitarra y coros
- Dani: Teclados
- Paco: Teclados
- Iñaki Fernández: Batería
- Francisco Gonzalo Castillo: Batería
- Mikel G. Otamendi: Teclados
- Óscar Muñoz Sánchez : Guitarrista y Teclados
- David Carrica: Batería

## Discografía

### Álbumes
Tierra Santa ha publicado los siguientes discos:
- Medieval (1997)
- Legendario (1999)
- Tierras de leyenda (2000)
- Sangre de reyes (2001)
- Indomable (2003)
- Apocalipsis (2004)
- Mejor morir en pie (2006)
- Caminos de fuego (2010)
- Mi nombre será leyenda (2013)
- Quinto Elemento (2017)
- Destino (2022)
- Un Viaje Épico (2024)

### En directo
- Las mil y una noches (2004)
- Gillman Fest 2018 (2018)
- Todos somos uno (2023)

### EP
- Cuando la tierra toca el cielo (2001)

### Recopilatorios
- Grandes éxitos 1997-2007 (2007)
- Medieval & Legendario (2012)
- Esencia (2014)

### Colaboraciones
Lucio Zúñiga de Guadalajara interpretó la canción "El bastón del diablo" junto a esta agrupación pues fue un invitado.
- Luchando hasta el final (Disco de Zenobia que cuenta con la colaboración de Ángel en el tema "Sombras del ayer").
- Larga vida al... Volumen brutal (Tributo a Barón Rojo que cuenta con una versión de Tierra Santa del tema "Barón Rojo").
- Tribute to the Beast (Tributo a Iron Maiden que cuenta con una versión de Tierra Santa del tema "Flight of Icarus").
- The Music Remains the Same (Tributo a Led Zeppelin que cuenta con una versión de Tierra Santa del tema "Communication Breakdown").
- El poder del deseo (Disco de Lujuria que cuenta con la colaboración de Ángel en los temas "Sólo son rosas" y "Las orgías de Ramsés el Grande").
- Meridiam (Disco del grupo con el mismo nombre que cuenta con la colaboración de Ángel en el tema "Diva").
- Sed del mal (Disco del grupo Dragonslayer que cuenta con la colaboración de Ángel en el tema "Sueño inmortal").
- Tributo a Parabellum (Tributo a Parabellum que cuenta con una versión de Tierra Santa en el tema "La locura").
- Nuestra es la noche (Disco del grupo enBlanco que cuenta con la colaboración de Ángel en el tema "Reloj de arena").
- Zuzenean (Disco en directo del grupo Idi Bihotz que tiene como invitados a Roberto y Mikel en el tema "Gurutzearen Seinalea").
- Lujuria (Disco del grupo con el mismo nombre que cuenta con la colaboración de Ángel en el tema "Las orgias de Ramsés el Grande").
- Pasión Blanquirroja (2020). Himno oficial de la U. D. Logroñés.

### Otros
- Libro Autobiográfico - Tierra Santa, viviendo un sueño (Ediciones del 4 de agosto, 2010).